# Salvador Bermúdez de Castro y O'Lawlor
Salvador Bermúdez de Castro O'Lawlor (Madrid, 1 de novembre de 1863 - 20 de gener de 1945) va ser un advocat i polític espanyol, va ser ministre d'Estat durant el regnat d'Alfons XIII.

## Trajectòria
Fill de Manuel Bermúdez de Castro y Díez, ministre d'Isabel II, i de María de la Encarnación O'Lawlor y Caballero, filla petita de Joseph O'Lawlor, general espanyol nascut a Irlanda. El seu cosí Richard Lalor fou un polític nacionalista irlandès. A la mort del seu pare fou II Marquès de Lema i Duc de Ripalda. Es casà el 1901 amb María Sánchez de Toca y Ballester. Va ser alcalde de Madrid entre 1903 i 1904, governador del Banc d'Espanya entre 1922 i 1923, i membre de la Reial Acadèmia de la Llengua i de la Reial Acadèmia de la Història.
Membre del Partit Conservador, va ser elegit diputat pel districte de Tinéu (Astúries) i Vall-de-roures (Aragó) en les eleccions celebrades entre 1891 i 1923. Va ser ministre d'Estat entre el 27 d'octubre de 1913 i el 9 de desembre de 1915 en un govern presidit per Eduardo Dato. Entre l'11 de juny i el 30 de novembre de 1917 tornaria a ocupar la cartera d'Estat en un gabinet presidit novament per Dada. Finalment, entre el 20 de juliol de 1919 i el 14 d'agost de 1921 tornaria a ocupar la cartera de ministre d'Estat als successius governs que van presidir Sánchez de Toca, Allendesalazar i Dato.
Fou un dels vint-i-dos juristes addictes a la revolta els qui designats pel Ministeri de Governació el 21 de desembre de 1938 van elaborar el dictamen sobre la il·legitimitat dels poders actuants el 18 de juliol de 1936.

## Obres
- Estudios históricos y críticos (1913)
- Mis recuerdos (1881-1901) (1930)
- De la revolución a la restauración (1927)
- Cánovas o el hombre de estado (1931)
- La política exterior española a principios del siglo XX (1935